# Alberto Maria Genovese
Alberto Maria Genovese (Napoli, 28 maggio 1977) è un imprenditore italiano, noto come “re delle startup” per le sue iniziative nel settore. È il fondatore di Facile.it e Prima Assicurazioni.

## Biografia
Dopo la laurea in Economia Aziendale presso l'Università “Luigi Bocconi” di Milano, nel 1999 Alberto Genovese viene assunto da Goldman Sachs, per poi passare a McKinsey & Company e infine a Bain & Company. Dal 2005 al 2009 lavora per eBay come responsabile della divisione Motors and New Businesses.

### Attività imprenditoriali
Nel 2008, in concomitanza con il termine dell’esperienza in eBay, Genovese fonda Facile.it (inizialmente chiamato Assicurazione.it), comparatore di prodotti assicurativi e finanziari.
Nel 2010 lancia Seguros.es, versione spagnola del comparatore assicurativo online, poi ceduto nel 2014 al gruppo Rastreator. Anche Facile.it nel 2014 viene ceduta a sua volta, in questo caso a Oakley Capital che la rileva per oltre 100 milioni, e poco dopo Mauro Giacobbe subentra a Genovese come amministratore delegato.
Nello stesso anno, insieme a George Ottathycal Kuruvilla e Teodoro D'Ambrosio, Genovese fonda Prima Assicurazioni, tech company che opera come agenzia assicurativa. Nell'estate del 2018 Prima Assicurazioni chiude il più grande round di finanziamento di venture capital in Italia: un aumento da 100 milioni di euro, che vede come sottoscrittori Goldman Sachs e Blackstone Group. 
Nel 2015 fonda brumbrum, rivenditore online di auto usate in Italia, che vende ad un socio nel 2019. L’azienda viene poi venduta a Cazoo nel 2022 per 80 milioni di euro.
In quello stesso periodo detiene una partecipazione ed è presidente di diverse startup come Abiby (nel settore beauty), Zappyrent (nel settore tech), Jobtech (agenzia per il lavoro digitale) e Mirta.com (e-commerce).
Nel 2022 Genovese cede la sua partecipazione del 25% in Prima Assicurazioni per 200 milioni di euro.

### Tossicodipendenza e vicende giudiziarie
A ottobre 2020 Genovese viene arrestato con l’accusa di spaccio e di abuso sessuale ai danni di una ragazza che stava partecipando a una festa a casa sua, uno dei tanti festini a base di droga che si tenevano a “Terrazza sentimento”.
A luglio 2021 termina la prima detenzione di Genovese, che esce dal carcere di San Vittore per disintossicarsi presso la comunità Crest di Cuveglio. Le denunce di giovani donne che dichiarano di essere state vittime di violenza intanto aumentano ma solo due sono state ritenute valide dalla Procura.
Il processo si chiude con una condanna a 5 anni e 4 mesi per cessione di stupefacenti e a 1 anno e 7 mesi per i due abusi. Nel febbraio 2023 Genovese rientra in carcere, questa volta a Bollate, per scontare la pena residua.
A luglio 2024 si chiude il secondo processo: Genovese viene assolto per gli episodi nei confronti di una sua ex fidanzata (a sua volta indagata per calunnia), ma condannato per una tentata violenza e altri reati a 15 mesi.

### Impegno sociale
Nel 2022, con il benestare della Magistratura, Genovese e sua sorella costituiscono la Fondazione Franco Latanza, intitolata al nonno e finalizzata al sostegno dei tossicodipendenti nell’affrontare le spese di degenza presso le comunità terapeutiche pubbliche.
Nell’agosto 2024 il Tribunale di Sorveglianza di Milano accoglie la richiesta di Alberto Genovese di poter svolgere volontariato al di fuori della struttura detentiva per quattro giorni alla settimana, tre nella Casa della Carità di don Virginio Colmengna e uno presso l’associazione "Wall of dolls", che assiste le donne vittime di violenze.

## Vita privata
Nel 2022 Alberto Genovese si è sposato con una sua compagna di università.